# Tipula (Eumicrotipula) longurioides
Tipula (Eumicrotipula) longurioides is een tweevleugelige uit de familie langpootmuggen (Tipulidae). De soort komt voor in het Neotropisch gebied.